# Campaña de Ambar
La Campaña de Ambar en Irak comenzó cuando milicianos del entonces Estado Islámico de Irak y el Levante, un grupo terrorista suní, takfirí y salafista vinculado a Al Qaida, tomaron el control el 5 de enero de 2014 de la ciudad iraquí de Faluya.
Los insurgentes suníes designaron un gobernador para la ciudad, declarada el 4 de enero de 2014 como "Estado islámico" por el Estado Islámico de Irak.
Se trata de la primera vez que los milicianos tienen un control declarado en grandes ciudades desde el movimiento insurgente que siguió a la invasión de 2003, liderada por Estados Unidos.

## Origen del conflicto
Los enfrentamientos comenzaron a raíz del desalojo el 30 de diciembre de 2013 de un campamento de protesta con el que la comunidad suní denunciaba su supuesta marginación. Trece personas murieron en el marco de este desalojo, que ha puesto de manifiesto la tensión entre los suníes de Ambar y el Gobierno, controlado por el chií Nuri al Maliki. La tensión aumentó luego de que las fuerzas de seguridad iraquíes capturaron el 5 de enero de 2014 al líder tribal árabe suní Ahmad al-Alwani y mataron a su hermano. Al-Alwani también es un legislador del parlamento iraquí.
El descontento suní, producto de la pérdida de influencia en el poder central, tras la caída de Hussein. ha sido capitalizado, en parte, por los militantes del Estado Islámico de Irak, que había perdido influencia años después de la invasión estadounidense en 2003. El Estado Islámico de Irak que intentó establecer un califato islámico en las regiones suníes iraquíes ha repuntado gracias a la guerra civil en Siria, donde es uno de los principales actores que luchan contra las tropas de Bashar al-Asad, de la minoría alauita (una rama del chiismo).

## Hostilidades
El Gobierno de Irak movilizó a efectivos militares a las localidades de Badiya y Yazira, quienes apoyados por helicópteros, se desplegaron en el valle occidental de Horán a fin de detener el flujo de entrada de elementos del Estado Islámico de Irak. No obstante, las ciudades de Ramadi y Faluya fueron escenario de fuertes enfrentamientos entre los insurgentes y tropas del ejército.
Dos años después del retiro de las tropas estadounidenses de Irak, la caída de Faluja y Ramadi representan la primera vez que un grupo vinculado a Al Qaeda recaptura territorio iraquí.
El Premier iraquí pidió «al pueblo de Fallujah y a sus tribus que expulsen a los terroristas», para que la región «no quede expuesta al peligro de choques armados», y ordenó a las fuerzas de seguridad que “no bombardeen las zonas residenciales en Faluya”.
A una semana de iniciadas las hostilidades se reportó que la policía iraquí había regresado a la ciudad ocupada de Faluya, aunque estos solo se limitaron a labores de tránsito. Mientras insurgentes armados seguían manteniendo el control de puentes, e ingresos a los barrios y accesos a la ciudad. En el mismo lapso de tiempo, según la Media Luna Roja, 13 mil personas habían abandonado la ciudad.
Mientras el gobierno iraquí movilizaba efectivos hacia las zonas ocupadas por el EI, aún se desconocía el número de militantes rebeldes, lo que complicaba conocer el nivel de resistencia que estos presentarían. Maliki prometió clemencia.
Fuerzas especiales iraquíes libraron el 10 de enero de 2014 intensos combates en la aldea de al-Bubali que se sitúa entre Faluya y Ramadi.
Dos semanas después de iniciados los enfrentamientos, un comandante de una milicia tribal favorable al Gobierno, Mohamed Jamis Abu Risha, afirmó que el Estado Islámico de Irak solo sigue controlando 10% de Ramadi, and Faluya seguía bajo control del autoproclamado Estado islámico.
El primer ministro iraquí informó el 12 de enero de 2014 que dejaba en manos de las tribus suníes la liberación de la ciudad de Faluya. "Queremos poner fin a la presencia de los milicianos sin derramamiento de sangre. No vamos a entrar a matar gente inocente por culpa de estos criminales. La gente de Faluya ya ha sufrido demasiado", declaró Al Maliki.

## Reacciones

### Organismos internacionales y países

Bandera del Estado Islámico de Irak y el Levante.

| Entidad         | Reacción |
| --------------- | --- |
| Naciones Unidas | Nicholay Mladenov, representante especial del secretario general de Naciones Unidas para Irak explicó en un comunicado que "la ONU está trabajando con las autoridades nacionales y regionales y también con sus socios humanitarios para garantizar el suministro seguro de asistencia humanitaria a las familias desplazadas o atrapadas en el conflicto que vive esa región occidental iraquí". |
| Turquía         | El Ministerio de Relaciones Exteriores de Turquía señaló en un comunicado que "Turquía apoya completamente la lucha contra cualquier tipo de terrorismo en cualquier lugar del mundo y cree que no hay motivos que puedan legitimarlo... el terrorimo no tiene religión, secta o nacionalidad. En este marco, Turquía continuará al lado de la población hermana de Irak en su lucha contra la amenaza del terrorismo". |
| Estados Unidos  | Estados Unidos aceleró las entregas de Ventas Militares al Extranjero (FMS) y ofreció proporcionar un envío adicional de misiles Hellfire. El vocero de la Casa Blanca expresó que "estos misiles son un pequeño elemento para la estrategia, pero han demostrado su eficacia para evitar que el EI establezca sus refugios en el oeste de Irak. Puedo añadir que, además de esos misiles Hellfire, a través de nuestro programa de FMS también proporcionaremos 10 drones ScanEagle de vigilancia y otros 48 modelo Raven de vigilancia a finales de este año". Congresistas estadounidenses han bloqueado por meses la entrega de helicópteros Apache, ya que solicitan seguridades de que estos no serán usados en contra de la población civil y que Bagdad deje de facilitar su espacio aéreo para que Irán siga entregando asistencia militar a Siria. |
| Francia         | Francia expresó su apoyo a las autoridades iraquíes en su lucha contra el terrorismo."Únicamente un diálogo político en el que participen todos los sectores de la sociedad iraquí permitirá encontrar una solución duradera para solucionar la actual inestabilidad del país" señaló un comunicado de la Cancillería francesa. |
| Irán            | Irán se mostró dispuesto a proveer equipamientos militares y asesoramiento a Irak para ayudarlo en su combate contra Al Qaeda, afirmó el 6 de enero el subjefe del Estado Mayor de las Fuerzas Armadas iraníes, general Mohamad Hejazi. Por su parte el ministro de Relaciones Exteriores Mohammad Javad Zarif resaltó la importancia que tiene la cooperación entre países influyentes de la región, "especialmente Irán, Irak y Turquía, para luchar contra el terrorismo", y urgió consultas entre autoridades de los tres países. |
| Reino Unido     | El ministro para el Medio Oriente del Ministerio de Relaciones Exteriores y de la Mancomunidad de Naciones, Hugh Robertson señaló que el gobierno británico "estará junto al gobierno iraquí para combatir las amenazas y otras amenazas terroristas en la región". |
| Rusia           | El Ministerio de Relaciones Exteriores de la Federación de Rusia emitió un comunicado denunciando al terrorismo en todas sus formas, agregando que Rusia está convencida de que la violencia en Irak está relacionada con los eventos en Siria. En el comunicado se calificó a Al Qaeda y a sus asociados como «terroristas que traen muerte y sufrimiento a los civiles». Concluye señalando que "Rusia apoya la línea conducida por las autoridades iraquíes para enfrentar al extremismo. Se proveerá asistencia práctica". |

### Otras entidades
La organización de defensa de los derechos humanos Human Rights Watch condenó los abusos de todas las partes, criticando a las fuerzas gubernamentales por haber lanzado obuses de mortero en forma indiscriminada contra urbanizaciones civiles, y a los milicianos por desplegarse y atacar en zonas habitadas.
Reporteros sin fronteras ha denunciado que el Gobierno del primer ministro Al-Maliki "está intentando controlar toda la producción y difusión de información sobre la lucha entre el ejército regular y las milicias afiliadas a Al Qaeda y grupos tribales que están teniendo lugar en Faluya y Ramadi. La poca información que sale de la región provienen de fuentes gubernamentales".
Diputados iraquíes criticaron al gobierno local y algunas legisladoras como Liqa Wardy, de la coalición Lista de Iraquiilla, el principal partido del Parlamento de Irak, acusaron a las autoridades de Anbar de "conspiración" por no cooperar con los líderes tribales y los clérigos de Faluya para evitar que se propagase la insurrección y no garantizar la seguridad de los civiles.
Veteranos estadounidenses que participaron en la Primera batalla de Faluya y en la Segunda batalla de Faluya manifestaron su conmoción de ver caer nuevamente a la ciudad en manos de combatientes pro-Al-Qaida. Al menos 100 militares de Estados Unidos murieron en batallas libradas en 2004 y casi mil resultaron heridos. "La sangre estadounidense fue derramada en vano por un gobierno que quiso abandonar el país y no intentó consolidar los resultados obtenidos gracias al sacrificio de los Marines", protestó el senador republicano John McCain.